# Teatr ormiański
Teatr ormiański – teatr, który rozwijał się zarówno na terenie Armenii, jak i w diasporach ormiańskich poza jej granicami. Teatr istniał na terenie współczesnej Armenii już w I wieku p.n.e. Mocne wpływy na niego wywierała kultura grecka. Najstarsze informacje o istnieniu tradycyjnego teatru ormiańskiego pochodzą z III wieku, ale już zapewne w II wieku kultura ormiańska oddziaływała na teatr klasyczny. Po przyjęciu chrześcijaństwa ormiańska tradycja teatralna była ograniczana przez Kościół. Widowiska publiczne miały być zgodne z jego naukami, niemniej jednak klasyczne tradycje teatru przetrwały aż do końca XVII wieku. W średniowieczu przedstawienia odwoływały się głównie do wątków religijnych i tradycji ludowych. W czasach nowożytnych prężnie działały teatry szkolne, zakładane przez mechitarzystów poza granicami kraju. Początkowo wystawiano w nich sztuki moralizatorskie, a od początku XIX wieku – także patriotyczno-historyczne. Dzięki teatralnej działalności mechitarzystów w drugiej połowie XIX wieku w Stambule i Tyflisie narodził się nowoczesny teatr ormiański, który przyczynił się do rozwoju literatury zachodnio- i wschodnioormiańskiej. Ośrodek w Stambule upadł w 1915 roku, zaś tyfliski został przeniesiony po 1917 roku do Erywania i stał się częścią teatru radzieckiego. Ormiańscy uciekinierzy z Turcji w dwudziestoleciu międzywojennym kontynuowali stambulskie tradycje teatralne, zakładając amatorskie grupy w Europie, Azji i Ameryce. Współcześnie zawodowy teatr ormiański funkcjonuje w Armenii, a poza jej granicami działają w diasporach teatralne zespoły amatorskie.

## Teatr starożytny

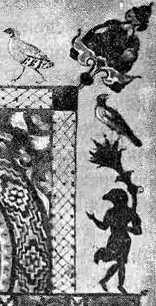
Wardzak w masce ptaka

W starożytnej Armenii silne były wpływy cywilizacji greckiej. Pierwsze widowiska publiczne urządzano na stokach góry Nypat. Oparte były na wątkach prometejskich. Odbywały się raz do roku – w pierwszym dniu wiosny, zwanym nawasard. Najstarsze przedstawienia, polegające na śpiewaniu i tańcach, były prawdopodobnie pierwszymi elementami widowisk publicznych. Wzmianki o nich zawiera pięciowieczne dzieło Mojżesza Choreńskiego Historia Ormian.
Najstarsza relacja o istnieniu teatru w Armenii pochodzi I–II wieku i należy do Plutarcha. Według niej w 69 roku p.n.e. Tigran II Wielki, król ormiański, wybudował w Tigranakercie teatr, w którym grali aktorzy greccy, wzięci przez niego do niewoli. W tymże roku stolica Tigrana II została zdobyta przez Lukullusa, wodza rzymskiego. W teatrze zaś z rozkazu zdobywcy dalej odgrywano greckie sztuki.
Artawazd II, następca Tigrana II, był autorem niezachowanych do dzisiaj sztuk teatralnych oraz miłośnikiem kultury greckiej. W swojej stolicy, Artaszacie, podobnie jak jego poprzednik, urządzał przedstawienia publiczne. Według Plutarcha w 53 roku p.n.e., gdy w Artaszacie odgrywano Bachantki Eurypidesa, na salę wniesiono głowę wodza rzymskiego Krassusa, zabitego po przegranej bitwie z Partami. W 65 roku według źródeł antycznych król Tiridates I, przebywający w Rzymie, otrzymał z rąk cesarza Nerona koronę, a wraz z nią aktora-mima. Rzymscy mimowie przebywali na dworze królów ormiańskich także w późniejszych stuleciach.
Prawdopodobnie w drugiej połowie II wieku na tradycję klasycznego teatru greckiego w Armenii zaczęły wpływać tradycje ormiańskie. Teorie te wynikały z faktu odnalezienia podczas badań archeologicznych, przeprowadzonych w latach 1935–1936, srebrnego pucharu z dedykacją od króla Pakora II. Na pucharze obok masek bachantek i satyra wyryto dwa psy, które są utożsamiane z aralezami, dobrymi duchami z wierzeń ormiańskich. Aralezowie w postaci psów lizali zmarłego po twarzy, w ten sposób przywracali go do życia. Całość kompozycji mogła symbolizować misterium odradzania się Dionizosa. Przemawia za tym umieszczenie na pucharze obok aralezów tańczących bachantek i satyra – postaci z wierzeń greckich. Wpływ rodzimej kultury na teatr grecki w Armenii potwierdzają również inne znaleziska archeologiczne, jak na przykład figurki aktorów w maskach, przedstawiających psie głowy. Zostały odkryte podczas wykopalisk w ruinach twierdzy w pobliżu Arcwanik w Zangezurze w południowo-wschodniej Armenii.
Tradycje Wschodu wywierały wpływ również na repertuar klasycznych sztuk teatralnych. Dużą popularnością w teatrze starożytnej Armenii cieszyły się farsy o walorach obscenicznych. Wpływ ten był widoczny także w nazewnictwie teatralnym. Choć na określenie teatru używano greckiego słowa thatron, inne terminy teatralne miały swoje odpowiedniki w języku ormiańskim lub zostały zaczerpnięte z języków irańskich. Aktorów określano słowem pochodzenia irańskiego – gusan. Termin ten miał szersze znaczenie, mógł oznaczać także artystę, dlatego w ormiańskim nazewnictwie teatralnym stosowano też greckie określenie mimos. Aktorki nazywano wardzak, terminem, mającym wspólny rdzeń z czasownikiem wardzel – wynajmować. Słowo wardzak oznaczało także prostytucję, co nawiązywało do tradycji utożsamiania tańca na scenie z prostytucją sakralną Wschodu. Aktorów komicznych nazywano katak lub katak-ergu. Ormiańskie słowo katak początkowo oznaczało rozmowę, z czasem zaczęto go używać także na określenie żartu. Aktorzy tragiczni określani byli wyrazem dzajn-arku, który w dosłownym tłumaczeniu oznaczał rzucającego głos, zaś w kontekście teatralnym – opłakującego. Tragedia nazywana była ołberguthiwn.

## Teatr średniowieczny
W IV wieku, po przyjęciu przez Armenię chrześcijaństwa, nastąpił rozkwit literatury, a wraz z nią tradycyjnego teatru ormiańskiego. Niewiele wiadomo o teatrze średniowiecznej Armenii, ponieważ tereny te były narażane w tym okresie na niszczenia, spowodowane najpierw najazdami Arabów w VII–VIII wieku, następnie podbojami Mongołów w XI–XIII wieku.
Kościół, wzmacniający swój autorytet, zwalczał starożytną tradycję wystawiania fars obscenicznych oraz dążył do ograniczenia repertuaru teatrów do klasycznych sztuk greckich, niegodzących w moralność wiernych i posiadających charakter wychowawczy. Mimo to farsy z elementami erotycznymi nadal były obecne na scenach. Odmianą widowisk były publiczne deklamacje dialogów, opartych na wczesnochrześcijańskich apokryfach, na przykład O Joachimie i Annie. Inną formą przedstawień były misteria i miracle, wzorowane na widowiskach europejskich. Najstarszymi zachowanymi sztukami teatralnymi okresu średniowiecza były pochodzący z XIII wieku poemat dramatyczny Howannesa z Jerzyngi zwanego Pluzem oraz XIV-wieczna Księga Adama autorstwa Arrakela ze Sjuniku.
Prawdopodobnie przedstawienia odwoływały się także do tradycji ludowych, mitów i legend ormiańskich. Na przykład w dziele Hajsmawurk, zredagowanym przez Grzegorza z Chlatu na przełomie XIV–XV wieku, zawarte zostało podanie o szalonym królewiczu Szidarze, który usiłował wyrwać się spod władzy ojca.

## Teatr nowożytny
W epoce nowożytnej teatr na terenie Armenii przeżywał kryzys. Tradycja starożytna przetrwała jeszcze w obscenicznych farsach, o czym świadczy relacja podróżnika Jeana Chardina o sztuce, wystawionej w Erywaniu w 1673 roku. Ostatnie ślady wpływu tradycji ormiańskiej na przedstawienia widoczne są w sztukach Abeghatogh, Pasza, Szah-szah czy Ghadi.
Z powodu XVII-wiecznych wojen, jakie toczyły na terenie Armenii Turcja z Persją, nowożytny teatr ormiański rozwijał się poza granicami kraju. Teatry ormiańskie działały w koloniach, zakładanych przez Ormian w Polsce, Wenecji, Rosji, Turcji, Egipcie i Indiach. Wiadomo, że w diasporze lwowskiej w drugiej połowie XVII wieku powstało kilka sztuk o charakterze religijno-moralizatorskim Śmierć Cezara, Bajki Salomona, Św. cesarzowa Pulcheria, Męczeństwo św. Hripsime. Do czasów współczesnych zachował się tekst jednego tylko dramatu – Męczeństwo św. Hripsime.
Na przełomie lat 70. i 80. XVIII wieku rozpoczął działalność pod opieką ormiańskich mechitarzystów teatr szkolny w Wenecji. W ciągu dwóch stuleci wystawiono w nim około trzystu sztuk. W początkowym okresie działalności powstawały one na wzór średniowiecznych misteriów. Za podstawę służyły żywoty świętych. Z czasem tematyka sztuk poszerzyła się o wątki patriotyczne. Niektóre widowiska teatralne przełomu XVIII–XIX wieku wyrażały tęsknotę narodu do odzyskania ojczyzny. Należały do nich na przykład dramaty historyczne mechytarzysty Arsena Pakraduniego Jerwanf i Artaszes, wystawione w latach 1815–1816. Tragedie historyczne pisał także Bedros Minasjan. W 1845 roku opublikował dramaty Chosroes Wielki i Symbat I.

## Teatr ormiański w XIX wieku

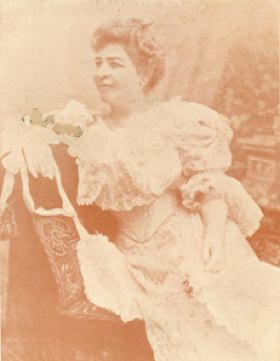
Digin Siranyjsz (1907)

W XIX wieku teatr ormiański rozwijał się głównie poza granicami kraju. Proces ten zapoczątkowali jeszcze w epoce nowożytnej mechitarzyści. Z jednej strony zakładane przez ten zakon teatry kontynuowały rodzime tradycje, z drugiej zaś ich działalność przyczyniła się w dużej mierze do powstania narodowych teatrów państw Wschodu. W 1810 roku działalność teatralną w Stambule prowadził mechitarzysta Minas Pyżiszkian. W latach 1815–1817 działał prywatny teatr braci Düzjan, który prawdopodobnie czerpał z doświadczeń teatru Pyżiszkiana. W 1836 roku w Smyrnie utworzono teatr przy szkole im. Mesropa Masztoca. W połowie XIX wieku w Stambule znane były trzy teatry ormiańskie: Aramjan Thatron, założony przez Howannesa Gaspariana w 1846 roku i działający przez dwadzieścia lat, oraz prowadzone przez literatów Srapnona Hekimiana i Mkrticza Pesziktaszliana teatry dzielnicowe. Wystawiano w nich zarówno obce sztuki, jak i odwołujące się do historii Armenii. Założony przez Gedika-Paszę w Stambule w 1869 roku Teatr Osmański wystawiał sztuki ormiańskie i tureckie autorstwa Hagopa Wartowiana. Na terenie Turcji powstały w XIX wieku dramaty, należące do klasyki literatury zachodnioormiańskiej, jak na przykład Upadek dynastii Arsacydów autorstwa Bedrosa Turiana czy komedie Wujaszek Baltazar i Orientalny dentysta autorstwa Hagopa Baroniana. Wystawiano także klasyczne sztuki zachodnioeuropejskie. Wśród aktorów ormiańskich popularność zdobył Bedros Adamian, zaś wśród aktorek znane były imiona Digin Siranyjsz, Astchik, Mari Nywart i Azniw Hraczia.
Placówki teatralne powstawały także w innych krajach Wschodu oraz w Rosji. W Kalkucie w Indiach już w 1821 roku wystawiono komedię Fizjonomista rozpoznający kłamstwo (Chytradima dyżroghutjan). W Tebrizie w Persji w 1879 roku – na dziesięć lat przed powstaniem perskiego teatru narodowego – Mesrop Papazjan założył teatr ormiański. W granicach Rosji sztuki ormiańskie wystawiano na Krymie w założonym tam w 1824 roku w Karas-bazarze teatrze amatorskim, który funkcjonował do połowy lat 70. XIX wieku. Inny teatr ormiański na Krymie działał w Teodozji. W latach 30. XIX wieku ormiańskie przedstawienia odbywały się w Liceum Lazarianów w Moskwie oraz w Nowym Nachiczewaniu. Wśród sztuk, wystawionych w Moskwie, znalazły się tragedia Aristakes Sarkisa Mirzy Wanandecego i wodewil Gdzie się podziało moich 50 złotych? Nikolajosa Aladatiana.
W 1828 roku Zakaukazie, które było punktem spornym w wojnach rosyjsko-perskich, zostało włączone w granice Rosji, jednak pierwszy teatr ormiański na tym obszarze powstał nie w Erywaniu, lecz w Tyflisie w 1836 roku. Było to uwarunkowane tym, że ludność ormiańska w tym okresie stanowiła większość mieszkańców miasta. Od 1860 roku, również w Tyflisie, przedstawienia teatralne o tematyce życia codziennego Ormian wystawiał Mikael Patkanian oraz sztuki o tematyce historycznej lansował Hagop Karenian.

## Nowoczesny teatr ormiański

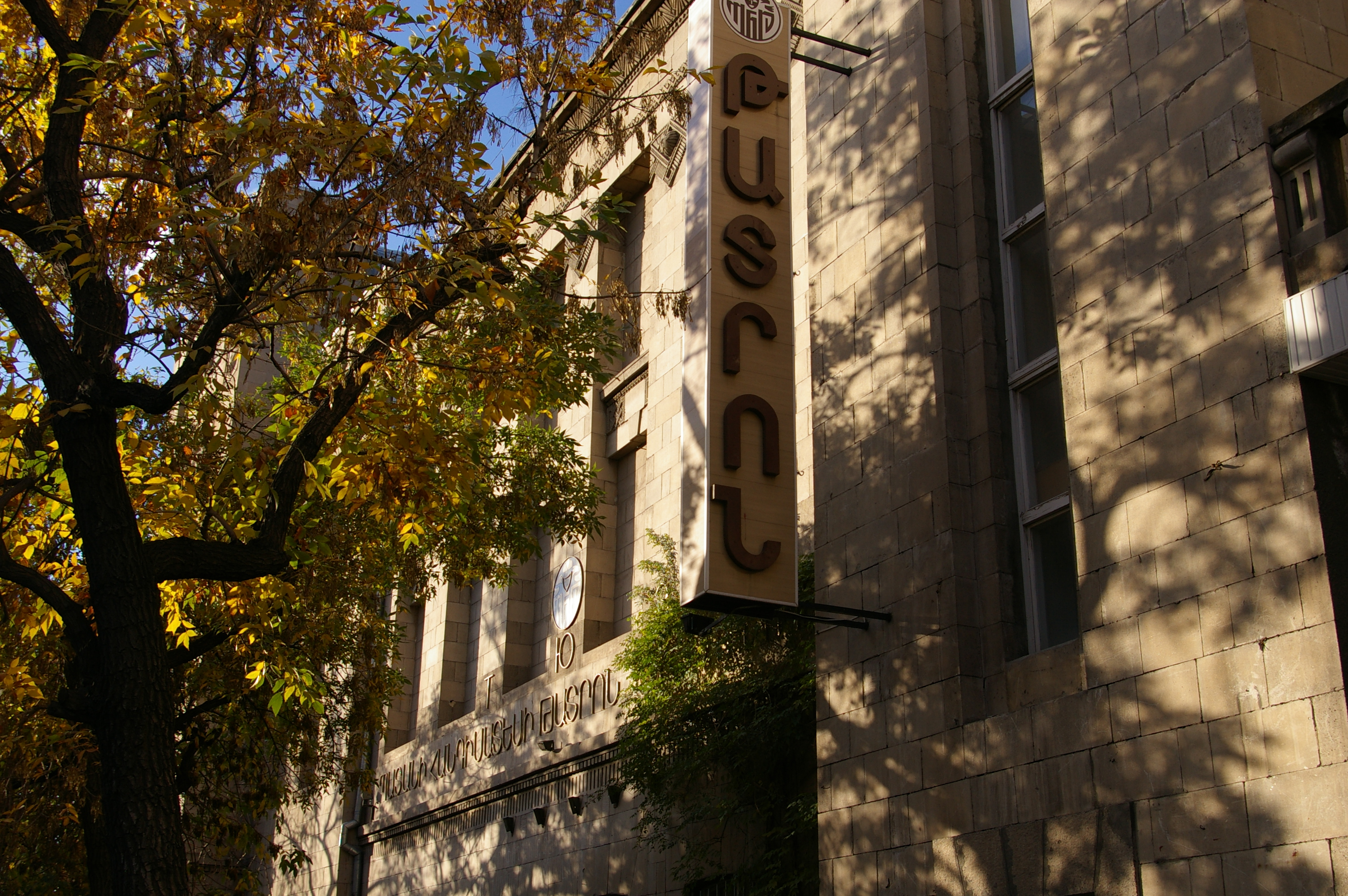
Teatr młodego widza w Erywaniu

W drugiej połowie XIX wieku w życiu teatru ormiańskiego nastąpiło rozróżnienie na dwa główne ośrodki kulturalne: stambulski – zachodnioormiański i tyfliski – wschodnioormiański. Oba ośrodki, mimo różnic językowych i tradycji teatralnych, utrzymywały ze sobą kontakty.
Teatr Wschodu (Areweljan Thatron), założony w Stambule w 1861 roku przez Srapnona Hekimiana, Mkrticza Pesziktaszliana i Hagopa Sywadżiana, był pierwszym nowoczesnym teatrem ormiańskim. Funkcjonował przez dwie dekady. Sztuki Teatru Wschodu nosiły cechy klasysystyczno-romantyczne o tematyce patriotyczno-historycznej. Pisane były przede wszystkim przez założycieli teatru. Wystawiano również sztuki autorów europejskich, jak Vittoria Alfieriego, Moliera, Voltaire’a, Voctora Hugo oraz Aleksandra Dumasa ojca. Wśród aktorów sławę zdobyła Arusjak Papazjan. Na początku XX wieku repertuar Teatru Wschodu został poszerzony o sztuki dramatopisarzy, reprezentujących nurt zachodnioormiańskiego symbolizmu, na przykład Lewon Szant, autor dramatu Dawni bogowie, napisanego w 1913 roku. Najwybitniejszym aktorem tego okresu był Wahram Papazjan.
W 1863 roku w Tyflisie powstał zawodowy teatr pod kierunkiem Georga Czymyszkiana, który preferował sztuki realistyczne, ukazujące obrazy życia codziennego, na przykład Skąpiec autorstwa Emina Ter-Grigoriana, wodewil Wieczorne kichnięcie zapowiada pomyślność (Giszerwan sabyr chere), Pepo Gabriela Sundukiana oraz jego ucznia – Aleksandra Szirwanzade, autora uważanych za klasyki dramatów literatury wschodnioormiańskiej Czy miał prawo i Dla honoru. W teatrze tyfliskim wystawiano także sztuki realistyczne rosyjskich dramatopisarzy jak Aleksandr Ostrowski i Aleksandr Suchowo-Kobylin. Zespół teatralny, w którym wyróżniał się aktor Mihrdat Amrikian, z powodzeniem występował gościnnie w Armenii: w Erywaniu, Adrianopolu, Szuszi. W początkach XX wieku teatr tyfliski wystawiał sztuki o tematyce historycznej, na przykład Wasak z 1914 roku i Sąd z 1917 roku autorstwa Derenika Demircziana.
W 1915 roku ormiańska działalność teatralna w Stambule została przerwana na skutek akcji ludobójczej na Ormianach, dokonanej z polecenia władz tureckich. Ośrodek tyfliski natomiast przestał istnieć po wybuchu rewolucji 1917 roku. Pod koniec 1920 roku, gdy upadł ormiański rząd dusznaków i ustanowiono w Armenii władzę sowiecką, teatr ormiański rozwijał się w Erywaniu i przez siedemdziesiąt lat był częścią teatru radzieckiego. W 1921 roku w Erywaniu założono Teatr im. G. Sundukiana, osiem lat później powstał Teatr Młodego Widza, w 1969 roku – teatr dramatyczny. Teatry powstawały także w innych miastach Armeńskiej Socjalistycznej Republiki Radzieckiej, na przykład w Leninakanie i Kirowakanie oraz poza granicami kraju – w Suchumi, Batumi, Stepanakercie. Najczęściej wystawiano dzieła klasyków literatury wschodnioormiańskiej – Gabriela Sundukiana, Aleksandra Szirwanzadego, zachodnioormiańskiej – Hagopa Baroniana, a także klasyków zachodnioeuropejskich – Sofoklesa, Williama Szekspira, Henrika Ibsena, Carla Goldoniego, Lope de Vegi, Pierre’a Beaumarchais’a.
W dwudziestoleciu międzywojennym ormiańscy uciekinierzy z Turcji, którzy osiedlili się w Egipcie, Bejrucie, Syrii, Iraku, Iranie, Grecji, Bułgarii, Rumunii, Francji, Argentynie i Stanach Zjednoczonych, kontynuowali tradycje stambulskiego ośrodka teatralnego. W 1925 roku Ormianom, którzy pozostali w Turcji, zabroniono używania podczas przedstawień języka narodowego, dlatego zespół teatralny, działający w latach 30., wystawiał sztuki autorów ormiańskich, tłumaczone na język turecki.
Diaspory ormiańskie nie wznowiły na większą skalę życia teatralnego. Teatry, które powstawały, miały charakter amatorski. Ich działalność była skierowana na zachowanie rodzimych tradycji. W 1923 roku aktorzy-uciekinierzy z Turcji założyli we Francji Dramatyczną Grupę Teatralną Paryskich Ormian. Pod kierunkiem małżeństwa aktorskiego T. i S. Nyszanianów grupa wystawiała sztuki zarówno ormiańskie, jak i obce. W latach 20. w Paryżu działały również teatralne zespoły Ojczysta Ziemia pod kierunkiem A. Putaghiana i Ormiański Teatr Ludowy pod kierunkiem A. Gotigiana. W Kairze małżeństwo O. i B. Wolterów założyło Teatr Dramatyczny Ormian Egipskich, w Aleksandrii A. Wartian powołał zespół Komedia Ormian Egipskich. Przed II wojną światową Kaspar Ipegian założył ormiański zespół teatralny w Bejrucie, który popularność zdobył w latach 60. XX wieku dzięki występom gościnnym w Libanie, Syrii, Iranie, Iraku, Stanach Zjednoczonych i Kanadzie. W Iranie funkcjonowało Teherańskie Studio Dramatyczne. W 1936 roku władze jednak zabroniły wystawiania sztuk w języku ormiańskim.